# Championnats du monde de biathlon 1965
Les Championnats du monde de biathlon 1965 se tiennent à Elverum (Norvège), le 20 février 1965.

## Résultats
| Épreuve            | Or                                            | Argent                                                             | Bronze                                                            |
| 20 km individuel H | Olav Jordet                                   | Nikolay Pusanov                                                    | Antti Tyrväinen                                                   |
| Par Équipes        | Norvège Olav Jordet Ola Wærhaug Ivar Nordkild | Union soviétique Nikolay Pusanov Vladimir Melanine Vassili Makarov | Pologne Stanislaw Szczepaniak Jozef Rubis Jozef Sobczak-Gasienica |

Note 1 : Comme lors des années précédentes, une seule épreuve (officielle) disputée pour deux catégories. Classement par équipes obtenu par addition des 3 meilleurs temps individuels de chaque nation.
Note 2 : A l'occasion de ces championnats du monde, en marge du 20 km individuel, une toute nouvelle épreuve mise au point  par l'UIPM (Union Internationale de Pentathlon Moderne) fut testée (démonstration) avec succès : le relais.
À partir de l'année suivante (1966) le relais (4 x 7,5 km) figurera officiellement au programme des championnats du monde. Dans le tableau des médailles le relais remplacera alors numériquement le classement par équipes, définitivement abandonné.

## Tableau des médailles
| Médailles | Pays             | Or | Argent | Bronze | Ensemble |
| --------- | ---------------- | -- | ------ | ------ | -------- |
| 1         | Norvège          | 2  | 0      | 0      | 2        |
| 2         | Union soviétique | 0  | 2      | 0      | 2        |
| 3         | Finlande         | 0  | 0      | 1      | 1        |
| 3         | Pologne          | 0  | 0      | 1      | 1        |